# Jorien ter Mors
Jorien ter Mors, née le 21 décembre 1989 à Enschede, est une patineuse de vitesse sur piste courte et sur piste longue néerlandaise. Triple championne olympique, elle est la première athlète à gagner des médailles dans deux disciplines de glace au cours des mêmes Jeux d'hiver, à Pyeongchang 2018, en prenant le bronze par équipes avec les Pays-Bas en short-track, et en s'imposant sur 1000 m en patinage de vitesse. 

## Biographie
Ter Mors commence le patinage sur glace à l'âge de 11 ans, sur les conseils de son père. Elle commence le patinage de vitesse en 2012 pour améliorer sa condition physique et ses résultats en patinage de vitesse sur piste courte.
Elle étudie le sport à Heerenveen, aux Pays-Bas.

## Carrière

### Patinage de vitesse sur piste courte

#### Jeux olympiques de Vancouver
Jorien ter Mors participe aux épreuves de patinage de vitesse sur piste courte aux Jeux olympiques de 2010 se tenant à Vancouver. Elle se classe 23e du 500 mètres et 4e du relais 3 000 mètres.
Elle remporte la médaille d'or sur 1 000 mètres et deux médailles d'argent sur 1 500 et 3 000 mètres aux Championnats d'Europe 2012 se déroulant à Mlada Boleslav,.

#### Jeux olympiques de Sotchi
Elle participe aux Jeux olympiques d'hiver de 2014, où elle obtient des meilleurs résultats en patinage de vitesse qu'en short-track. Lors des Championnats d'Europe 2014 disputés à Dresde, elle devient la première néerlandaise à gagner la médaille d'or au classement général.

#### Jeux olympiques de Pyeongchang
La Coupe du monde de short-track 2016-2017, en quatre manches, fait office de qualifications pour le patinage de vitesse sur piste courte aux Jeux olympiques de 2018.
À la première manche de la Coupe du monde, à Budapest, elle arrive 22e au 1500 mètres. À la deuxième manche de la Coupe du monde, en octobre 2017 à Dordrecht, elle arrive deuxième en Finale B du 1500 mètres derrière Kim Alang, ce qui correspond à la huitième place au classement de la distance. Au relais, elle arrive en quatrième position avec Suzanne Schulting, Yara van Kerkhof et Lara van Ruijven. Elle ne participe pas à la troisième et avant-dernière manche de la Coupe du monde en novembre 2017.

### Patinage de vitesse
Le 16 février 2014, elle décroche la médaille d'or de patinage de vitesse sur 1 500 mètres aux Jeux olympiques d'hiver de 2014. Elle remporte également la poursuite par équipes. 

### Jeux olympiques
Ter Mors participe aux Jeux olympiques de 2014 à Sotchi, et est la porte-drapeau néerlandaise lors de la cérémonie d'ouverture. Elle y est la première patineuse de l'histoire à participer à la fois à des épreuves sur piste courte et sur piste longue. Si elle n'est pas en réussite dans les épreuves de short-track, elle remporte deux médailles d'or sur la longue piste : le titre individuel du 1500 m et la poursuite par équipes avec Marrit Leenstra et Ireen Wüst. 
Elle affirme que les Jeux olympiques d'hiver de 2018 seront les derniers avant sa retraite du patinage de vitesse sur piste courte, puis qu'elle se concentrera uniquement sur le patinage de vitesse. Elle se qualifie pour le 1500 mètres des Jeux olympiques en patinage de vitesse sur piste courte.
Lors des Jeux de Pyeongchang 2018, Jorien Ter Mors commence par s'imposer sur 1000 m en patinage de vitesse, en battant le record olympiques de la distance (1:13.56) pour devancer les deux japonaises Nao Kodaira et Miho Takagi, son troisième titre olympique sur la longue piste.  Quelques jours plus tard, dans l'épreuve du relais féminin 3000 m  sur piste courte, les Pays-Bas qui ont été éliminés en demi-finale, disputent la finale "B" et l'emportent avec un record du monde en 4:03.471. Seulement deux équipes sont classées en finale A de la compétition : La Corée du Sud qui s'impose devant l'Italie. Cela vaut le bronze à Jorien Ter Mors en compagnie de Suzanne Schulting,  Yara van Kerkhof et Lara van Ruijven, ainsi qu'une combinaison de podiums inédite aux Jeux d'hiver.

## Prix et récompenses
En 2008, elle reçoit le prix du Talent au Short-Track de la KNSB (Koninklijke Nederlandsche Schaatsenrijders Bond, fédération néerlandaise de patinage de vitesse).
En 2016, elle reçoit le prix Ard Schenk, attribué chaque année à la meilleure patineuse de vitesse de Hollande.